# Carlingford Shore SAC
Carlingford Shore SAC este o arie protejată (arie specială de conservare — SAC, sit de importanță comunitară — SCI) din Irlanda întinsă pe o suprafață de 524,39 ha, integral pe uscat.

## Localizare
Centrul sitului Carlingford Shore SAC este situat la coordonatele 54°02′02″N 6°09′45″W / 54.033876°N 6.162611°V.

## Înființare
Situl Carlingford Shore SAC a fost declarat sit de importanță comunitară în iunie 2001 pentru a proteja 11 specii de animale. Situl a fost protejat și ca arie specială de conservare în mai 2018.

## Biodiversitate
Situată în ecoregiunea atlantică, aria protejată conține 4 habitate naturale: Terase mlăștinoase și terase nisipoase neacoperite de apă la reflux, Vegetație anuală la limita mareei, Vegetație perenă pe țărmurile stâncoase, Pășuni atlantice udate de apa mării (Glauco-Puccinellietalia maritimae).
La baza desemnării sitului se află mai multe specii protejate de  păsări (11): rață fluierătoare (Anas penelope), rață mare (Anas platyrhynchos), pietruș (Arenaria interpres), Branta bernicla, fugaci de țărm (Calidris alpina), prundaș gulerat mare (Charadrius hiaticula), scoicar (Haematopus ostralegus), culic mare (Numenius arquata), cormoran mare (Phalacrocorax carbo), fluierar cu picioare verzi (Tringa nebularia), fluierarul cu picioare roșii (Tringa totanus).
Pe lângă speciile protejate, pe teritoriul sitului au mai fost identificate 1 specie de plante.